# Napoléon-Alexandre Labrie
Pour les articles homonymes, voir Labrie.
Napoléon-Alexandre Labrie, eudiste, né à Godbout le 5 août 1893 et mort à Québec le 16 mai 1973, est un homme d'Église québécois, évêque-fondateur du diocèse catholique de Baie-Comeau entre 1945 et 1956.

## Biographie
Fils d'Alfred Labrie, il reçoit son prénom de son oncle, Napoléon-Alexandre Comeau, figure légendaire des premières années de colonisation de la Côte-Nord qui a été surnommé le « Roi de la Côte-Nord ». Il est initié à l'étude du latin à l'âge de 10 ans par des missionnaires eudistes qui venaient de s'établir dans la région après avoir été chassés de France.
Après des études chez les Eudistes au Collège Saint-Anne en Nouvelle-Écosse et au scolasticat de Bathurst, au Nouveau-Brunswick, il est ordonné prêtre le 15 avril 1922. Il exerce son ministère en tant que missionnaire auprès des Montagnais à Betsiamites et dans d'autres communautés de la Côte-Nord. Il est nommé vicaire apostolique du Golfe Saint-Laurent et évêque titulaire de Limata (de), en mars 1938 et est consacré par Jean-Marie-Rodrigue Villeneuve avec comme co-consécrateurs Patrice Alexandre Chiasson et Patrick Albert Bray. Il est nommé évêque du diocèse du Golfe Saint-Laurent, lors de sa fondation, le 24 novembre 1945. 
L'année suivante, il déménage le siège épiscopal de Havre-Saint-Pierre à Baie-Comeau et il participe à la fondation de la ville de Hauterive, en compagnie d'un groupe de citoyens, le 17 avril 1948. Au cours de son épiscopat, il signe trois lettres pastorales intitulées La Forêt (1948), La Côte-Nord et l'industrie sidérurgique (1949) et La forêt et le problème social dans le comté de Saguenay (1950).
Après sa démission comme évêque en 1956, pour des raisons personnelles, il devient président national des Œuvres pontificales de la Propagation de la Foi et de Saint-Pierre-Apôtre, de 1957 à 1968. Il meurt à l'Hôtel-Dieu de Québec, le 16 mai 1973.
Les restes de Mgr Labrie ont été transférés du cimetière des eudistes de Charlesbourg au cimetière Saint-Joseph de Manicouagan à l'occasion du centième anniversaire de l'arrivée des Eudistes sur la Côte-Nord, en 2003.